# José Romo
José Rafael Romo Pérez (ur. 6 grudnia 1993 w Turén) – wenezuelski piłkarz występujący na pozycji  napastnika w Deportivo Petare.